# 2014 في كازاخستان
فيما يلي قوائم الأحداث التي وقعت خلال عام 2014 في كازاخستان.

## سياسة

### تعيين في المنصب
- 2 أبريل – كريم ماسيموف قائمة رؤساء وزراء كازاخستان.

## رياضة
- 1 يناير – دوري كازاخستان الممتاز 2014 الفائز نادي أستانا.
- 1 يناير – كأس كازاخستان 2014 الفائز نادي كايرات.
- 5 أكتوبر – طواف ألماتي 2014 الفائزون أليكسي لوتزينكو، سيرجي تشيرنيتسكي، سيرغي لاجوتين.

## أفلام
من الأفلام التي صدرت هذه السنة في كازاخستان:
- 1 يناير – جزيرة الذرة من إخراج جورج اوفاشفيلي.